# Cairo Road - Sulla via del Cairo
Cairo Road - Sulla via del Cairo è un film del 1949 diretto da David MacDonald con Eric Portman ed un giovane Laurence Harvey.

## Trama
In uno sperduto commissariato del Cairo (Egitto), un capo della polizia deve occuparsi di quello che sembra essere un normale caso di assassinio tra malavitosi di un uomo di origine araba. Tuttavia nel corso delle indagini lo stesso si rende conto del fatto che l'assassinio coinvolge il traffico di droga. Per questo motivo abbandona le mura sicure del commissariato per svolgere delle indagini molto pericolose ed organizzare una trappola nei confronti degli assassini tra gli stretti e bui vicoli della città.